# Edgar Mitchell

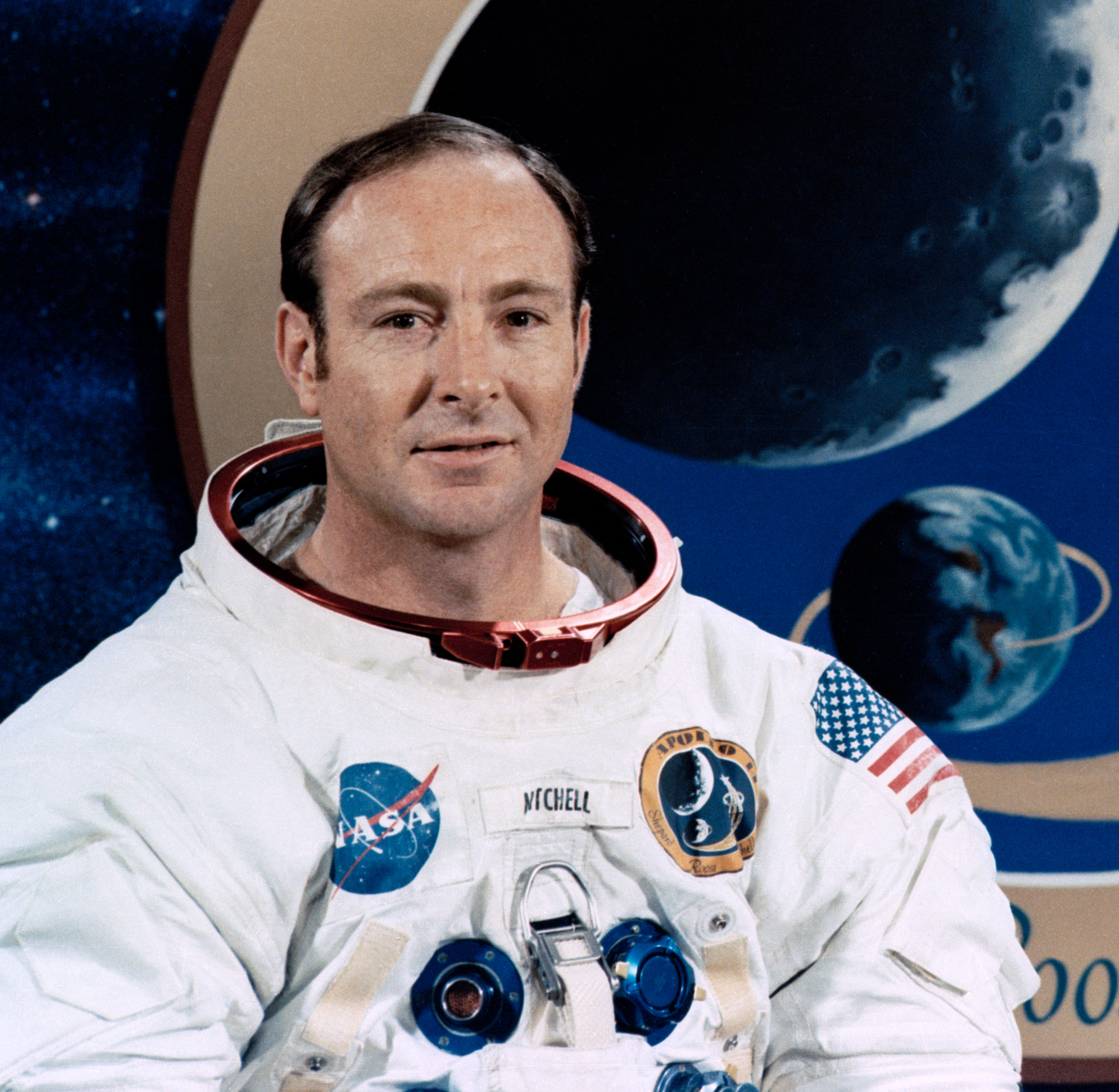
Edgar Mitchell in astronautenpak

Edgar Dean Mitchell (Hereford, Texas, 17 september 1930 – West Palm Beach, Florida, 4 februari 2016) was een Amerikaans astronaut. Hij was de piloot van de maanlander van Apollo 14, die de derde landing op de maan uitvoerde, en is daarmee de zesde persoon die voet zette op de maan.

## Opleiding
Mitchell behaalde in 1952 een BSc in industrieel management aan het Carnegie Institute of Technology. Vervolgens trad hij in dienst van de United States Navy waar hij testpiloot werd. Hij studeerde door en promoveerde aan het MIT in de luchtvaarttechniek.

## Apollo 14
Mitchell was lid van de reservebemanning voor de Apollo 10 en werd in januari 1971 gelanceerd aan boord van de Apollo 14. Samen met de commandant van de vlucht, Alan Shepard, voerde hij twee maanwandelingen uit. Mitchell bracht tijdens zijn verblijf op het oppervlak van de maan in totaal 9 uur en 23 minuten buiten de maanlander door.

## Buitenaards leven
Mitchell nam in 2009 deel aan The Disclosure Project waarbij vele prominenten getuigden dat buitenaards leven bestond, dat er ontmoetingen met buitenaardsen hadden plaatsgevonden en dat overheden dit verzwegen. In zijn voordracht aldaar verwees Mitchell onder andere naar het Roswellincident. Hij is in Roswell opgegroeid en heeft met diverse directbetrokkenen gesproken. In zijn voordracht pleitte hij voor het opheffen van het "embargo van waarheid over de aanwezigheid van buitenaardsen".
Hij overleed, één dag voor de 45e verjaardag van zijn maanlanding, op 4 februari 2016, in het ziekenhuis van West Palm Beach op 85-jarige leeftijd.